# Kay Matysik
Kay Matysik (* 18. Juni 1980 in Berlin) ist ein deutscher Volleyball- und Beachvolleyballspieler. Er wurde zweimal Vize-Europameister und nahm 2012 an den Olympischen Spielen teil. 2013 erreichte er den dritten Platz bei der Weltmeisterschaft. Außerdem war er dreimal deutscher „Beachvolleyballer des Jahres“ und wurde zweimal deutscher Meister und zweimal Vizemeister. Er ist Sportsoldat der Bundeswehr in der Sportfördergruppe Hamburg im Dienstgrad Hauptfeldwebel.

## Karriere Hallenvolleyball
Matysik begann 1997 mit dem Volleyball in der Halle. Von 2004 bis 2007 und 2008 bis 2010 spielte er bei den Netzhoppers Königs Wusterhausen, mit denen er 2006 in die erste Bundesliga aufstieg. Beim SV Lindow/Gransee spielte er 2007/08 in der Brandenburg-Liga und 2010/11 in der zweiten Bundesliga.

## Karriere Beachvolleyball
Matysik spielte als gebürtiger Berliner erstmals 2001 mit Karl Strempel beim World-Tour-Turnier in seiner Heimatstadt. 2003 und 2004 folgten weitere Teilnahmen in Berlin mit Thomas Kröger. Das Team Kröger/Matysik spielte aber vorrangig die deutsche Tour, wobei ihr größter Erfolg der Sieg beim Masters in Burg auf Fehmarn war. Im Jahr 2005 bildete Matysik zusammen mit Marcus Popp für nur eine Saison ein neues Duo. Matysik/Popp erreichten einen Turnier-Sieg in Cagliari, zwei Masters-Erfolge in Essen und Dresden sowie den dritten Rang bei der deutschen Meisterschaft in Timmendorfer Strand. Im folgenden Jahr belegte Matysik mit seinem neuen Partner Eric Koreng den 13. Platz bei der Europameisterschaft. Das gleiche Ergebnis gab es mit Stefan Uhmann bei der EM 2007, hinzu kamen drei nationale Turniersiege in Erfurt, Fehmarn und München. Im Finale der deutschen Meisterschaft mussten sie sich knapp dem Team von Brink/Christoph Dieckmann geschlagen geben. 2008 gelangen Matysik/Uhmann als erstem männlichen Team drei Siege in Folge bei der CEV-Tour. Am Ende der Saison belegten sie damit den ersten Platz in der europäischen Rangliste. Außerdem erreichten sie das Finale der Europameisterschaft. Matysiks Partner für die Saison 2009 war zunächst Christoph Dieckmann. Nachdem Dieckmann im Juni 2009 wegen Knieproblemen seine Karriere beenden musste, bildete Matysik ein neues Duo mit Jonathan Erdmann.
Erdmann/Matysik nahmen an der WM 2009 in Stavanger teil, schieden aber als Gruppendritte nach der Vorrunde aus. Im gleichen Jahr spielten sie ihre ersten Grand Slams und wurden Vierte der deutschen Meisterschaft. 2010 erreichten sie in Rom, Stavanger und Klagenfurt jeweils den neunten Platz. Bei der WM 2011 in Stavanger verloren sie ihr erstes Vorrundenspiel gegen die deutschen Konkurrenten Klemperer/Koreng, schafften aber dennoch den Gruppensieg; im Achtelfinale schieden sie mit einem 1:2 gegen die Letten Pļaviņš/Šmēdiņš aus. Auf der World Tour gelang ihnen danach eine Serie von drei neunten Plätzen sowie einem vierten Rang in Stare Jabłonki. Noch erfolgreicher waren sie bei der EM in Kristiansand. Dort besiegten sie nach einer Gruppenphase ohne Satzverlust in der KO-Phase drei niederländische Duos, ehe sie im rein deutschen Finale gegen Julius Brink und Jonas Reckermann unterlagen. Im folgenden Jahr mussten sie sich hingegen bei der EM in Scheveningen im Achtelfinale den Niederländern Boersma/Spijkers geschlagen geben. Auf der World Tour 2012 erreichten sie sechsmal den fünften Platz. Außerdem qualifizierten sie sich für die Olympischen Spiele in London. Nachdem sie über die Lucky-Loser-Runde der Gruppendritten ins Achtelfinale gekommen waren, schieden sie gegen die späteren Finalisten Emanuel/Alison aus. Einen Monat später wurden sie in Timmendorfer Strand durch einen Finalsieg gegen Koreng/Walkenhorst deutscher Meister. 2013 belegten sie beim Grand Slam in Rom den fünften Platz. Bei der WM in Stare Jabłonki schafften sie es ohne Satzverlust bis ins Halbfinale. Nach der Niederlage gegen die Niederländer Brouwer/Meeuwsen sicherten sie sich mit einem Sieg gegen Alison/Emanuel die Bronzemedaille. Bei der Europameisterschaft in Klagenfurt erreichten sie den fünften Platz. Im August 2013 wurde Matysik zu Deutschlands Beachvolleyballer des Jahres gewählt. Wegen einer Schulterverletzung konnte er seinen Deutschen Meistertitel nicht verteidigen. 2014 hatten Erdmann/Matysik zahlreiche Top-Ten-Platzierungen bei den FIVB Grand Slams und gewannen die nationalen Smart Super Cups in Binz und in Kühlungsborn. Bei der Europameisterschaft in Cagliari landeten sie auf Platz neun. Im August wurde Matysik erneut zu Deutschlands Beachvolleyballer des Jahres gewählt. Bei der deutschen Meisterschaft gewannen Erdmann/Matysik mit einem Tiebreak-Sieg gegen Fuchs/Kaczmarek erneut den Titel. Bei der Weltmeisterschaft 2015 in den Niederlanden landeten Erdmann/Matysik auf Platz neun. Im August 2015 wurde Matysik zum dritten Mal in Folge zu Deutschlands Beachvolleyballer des Jahres gewählt. Nach der verpassten Qualifikation für die Olympischen Spiele 2016 in Rio de Janeiro trennten sich Kay Matysik und Jonathan Erdmann. Anschließend spielte Matysik mit Alexander Walkenhorst und belegte bei der deutschen Meisterschaft den dritten Platz. 2017 spielte Matysik auf der nationalen Smart Beach Tour wieder mit seinem früheren Partner Marcus Popp zusammen.

## Karriere Trainer
Nach dem Ende seiner aktiven Karriere ist Matysik als Beachvolleyball-Trainer aktiv. 2018 betreute er das deutsche Frauen-Duo Kim Behrens / Sandra Ittlinger. Seit 2019 ist er Bundestrainer für den männlichen Nachwuchs.